# Armando Diena
Armando Diena (ur. 8 kwietnia 1914 w Turynie; zm. w lipcu 1985 w Genui) – włoski piłkarz, grający na pozycji napastnika.

## Kariera piłkarska
Wychowanek Juventusu, w barwach którego w 1929 rozpoczął karierę piłkarską. W 1933 przeszedł do Novary. W 1934 wrócił do Juventusu i zdobył mistrzostwo Włoch. Następnie do 1949 roku grał w drużynie Ambrosiana-Inter.

## Sukcesy i odznaczenia

### Sukcesy klubowe
Juventus
- mistrz Włoch: 1930/31